# Stefan Kaufmann (Jurist)
Stefan Kaufmann (* 30. Dezember 1953 in Frankfurt am Main) ist ein deutscher Jurist und Richter. Er war von 2018 bis Ende 2021 Präsident des Thüringer Verfassungsgerichtshofes.

## Leben
Kaufmann studierte Rechtswissenschaft an der Johann Wolfgang Goethe-Universität Frankfurt am Main. Nach seinen Staatsexamina war er zunächst in der Kommunalverwaltung in Hessen tätig, bevor er 1987 zum Richter ernannt wurde. 1989 erhielt er die Ernennung zum Richter am Landgericht Frankfurt am Main. Im Zuge der Wiedervereinigung kam er 1992 nach Erfurt. Dort gehörte der Aufbau des Landesjustizprüfungsamtes zu seinen Aufgaben, 1993 wurde er Richter am Thüringer Oberlandesgericht in Jena.
Kaufmann wurde 2000 zum Präsidenten des Thüringer Justizprüfungsamtes ernannt, 2004 zum Leiter der Zentralabteilung im Thüringer Justizministerium, bevor er am 14. Oktober 2006 die Stelle des Präsidenten des Thüringer Oberlandesgerichts in Jena einnahm. Kaufmann war Initiator des 2007 gegründeten Fördervereins zur Restaurierung der historischen Bibliothek des Thüringer Oberlandesgerichtes, deren Bestände bis in die Zeit des Hofgerichtes und damit in das 16. Jahrhundert zurückreichen. Am 30. Januar 2017 wurde Kaufmann von der Juristischen Fakultät der Universität Jena die Ehrendoktorwürde verliehen.
Kaufmann wurde am 21. Juni 2018 mit 72 von 88 abgegebenen Stimmen zum Präsidenten des Thüringer Verfassungsgerichtshof gewählt und anschließend vereidigt, nachdem sich die Fraktionen im Thüringer Landtag zunächst über Monate nicht auf einen gemeinsamen Kandidaten einigen konnten. Aufgrund der anhaltenden Vakanz drohte das Gericht handlungsunfähig zu werden. Zuletzt entschied sich auch die Fraktion Die Linke, den von der CDU vorgeschlagenen Kaufmann zu unterstützen. Der Wahlvorschlag wurde zudem von Bündnis 90/Die Grünen und SPD unterstützt. Am 30. Dezember 2021 schied er altershalber aus dem Amt.
Im Februar 2020 wurde Kaufmann vom FDP-Vorsitzenden Christian Lindner als möglicher Übergangsministerpräsident des Freistaats Thüringen vorgeschlagen, nachdem zuvor die FDP Thüringen mit der Aufstellung von Thomas Kemmerich (FDP) als Ministerpräsidentenkandidat, dessen Wahl mit Hilfe der AfD und seinem wenige Tage später erfolgten Rücktritt eine Regierungskrise ausgelöst hatte. Kaufmann erklärte daraufhin, das „stehe nicht zur Debatte“, und es sei „unprofessionell“, einen Namen zu nennen, ohne die Person gefragt zu haben.
Kaufmann war zeitweise CDU-Mitglied.

## Schriften (Auswahl)
- Luftrecht und Flugfunk, Motorbuch-Verlag, Stuttgart 2006, ISBN 978-3-613-02580-6.
- (Hrsg.): Staats- und Verwaltungsrecht Freistaat Thüringen, 3. Auflage, Müller, Heidelberg 2007, ISBN 978-3-8114-3509-4.
- Ausgerechnet die Sieben, Akademische Verlagsbuchhandlung Friedrich Mauke, Jena 2021, ISBN 978-3-948259-02-0.
- Rational urteilen und entscheiden – Und warum wir häufig nur glauben, dass es uns gelingt, BoD-Verlag, Norderstedt 2023, ISBN 978-3-7583-1454-4.